# Drużynowe mistrzostwa Węgier na żużlu
Drużynowe Mistrzostwa Węgier w sporcie żużlowym – seria turniejów mająca wyłonić najlepszą drużynę klubową na Węgrzech rozgrywana pod nazwą Magyar Csapat Bajnokság.

## Medaliści
Lista klubów, które stawały na podium:
| Sezon                                                                         | 1. miejsce              | 2. miejsce                   | 3. miejsce                   |
| ----------------------------------------------------------------------------- | ----------------------- | ---------------------------- | ---------------------------- |
| 1974                                                                          | Borsodi Volan Miskolc   | Volan Debreczyn              | Papp Jozsef SE Miszkolc      |
| 1975                                                                          | Borsodi Volan Miskolc   | Volan Debreczyn              | Volan Szeged                 |
| 1976                                                                          | Borsodi Volan Miskolc   | Volan Debreczyn              | Volan Szeged                 |
| 1977                                                                          | Borsodi Volan Miskolc   | Volan Debreczyn              | Volan Szeged                 |
| 1978                                                                          | Borsodi Volan Miskolc   | Volan Debreczyn              | Volan Bekesi Szeged          |
| 1979                                                                          | Borsodi Volan Miskolc   | Volan Debreczyn              | Volan Bekesi Szeged          |
| 1980                                                                          | Borsodi Volan Miskolc   | Volan Debreczyn              | Volan Bekesi Szeged          |
| 1981                                                                          | Volan Debreczyn         | Volan Bekesi Szeged          | Borsodi Volan Miskolc        |
| 1982                                                                          | Volan Debreczyn         | Borsodi Volan Miskolc        | Volan Bekesi Szeged          |
| 1983                                                                          | Borsodi Volan Miskolc   |                              |                              |
| 1984                                                                          | Volan Debreczyn         | Volan Nyíregyháza            | Borsodi Volan Miskolc        |
| 1985                                                                          | S.C. Volan Debreczyn    | Volan Bekescsabai            | S.C. Volan Nyíregyháza       |
| 1986                                                                          | S.C. Volan Debreczyn    |                              | Epitok Borsodi Volan Miskolc |
| 1987                                                                          | Volan Dozsa Nyíregyháza | Epitok Borsodi Volan Miskolc |                              |
| 1988                                                                          | S.C. Volan Hajdu        |                              |                              |
| 1989                                                                          | Volan Hajdu             | Volan Dozsa Nyíregyháza      | Tisza Volan Szeged           |
| 1990                                                                          | S.C. Tisza              | Volan Club Hajdu             | Volan Dozsa Nyíregyháza      |
| 1991                                                                          | S.C. Debreczyn          | S.C. Volan Debreczyn         | S.C. Volan Nyíregyháza       |
| 1992                                                                          | S.C. Debreczyn          | Epitok Borsodi Volan Miskolc |                              |
| 1993                                                                          | Volan Hajdu             |                              | Epitok Borsodi Volan Miskolc |
| 1994                                                                          | Volan Debreczyn         | Adorjan Speedway Team        | Speedway Gyula               |
| W latach 1995–2003 nie organizowano rozgrywek o Drużynowe Mistrzostwo Węgier. |                         |                              |                              |
| 2004                                                                          | Simon&Wolf Debreczyn    | Speedway Miszkolc            | Brill-Car Debreczyn          |
| 2005                                                                          | Simon&Wolf Debreczyn    | Speedway Miszkolc            | Hajdu Volan Debreczyn        |
| 2006                                                                          | Simon&Wolf Debreczyn    | Hajdu Volan Debreczyn        | Speedway Miszkolc            |
| 2007                                                                          | Simon&Wolf Debreczyn    | Hajdu Volan Debreczyn        | Speedway Miszkolc            |
| 2008                                                                          | Simon&Wolf Debreczyn    | Gyulai Speedway Club         | Duna House - Luigi Team      |
| W 2009 roku nie organizowano rozgrywek o Drużynowe Mistrzostwo Węgier.        |                         |                              |                              |
| 2010                                                                          | Simon&Wolf Debreczyn    | Debrecen Speedway SE         | Big's Motor SC               |
| W 2011 roku nie organizowano rozgrywek o Drużynowe Mistrzostwo Węgier.        |                         |                              |                              |